# Црнопруга веверица
Црнопруга веверица (лат. Callosciurus nigrovittatus, енгл. Black-striped squirrel) је сисар из реда глодара (Rodentia) и породице веверица (Sciuridae).

## Распрострањење
Ареал врсте је ограничен на мањи број држава. Врста има станиште у Тајланду, Малезији и Индонезији.

## Станиште
Станиште врсте су шуме. Врста је присутна на подручју острва Суматра, Борнео и Јава у Индонезији.

## Угроженост
Ова врста је на нижем степену опасности од изумирања, и сматра се скоро угроженим таксоном.